# Minas Capillitas

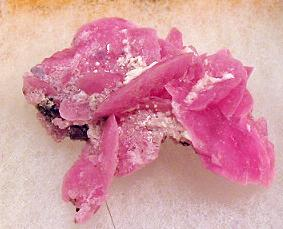
Rodocrosita.

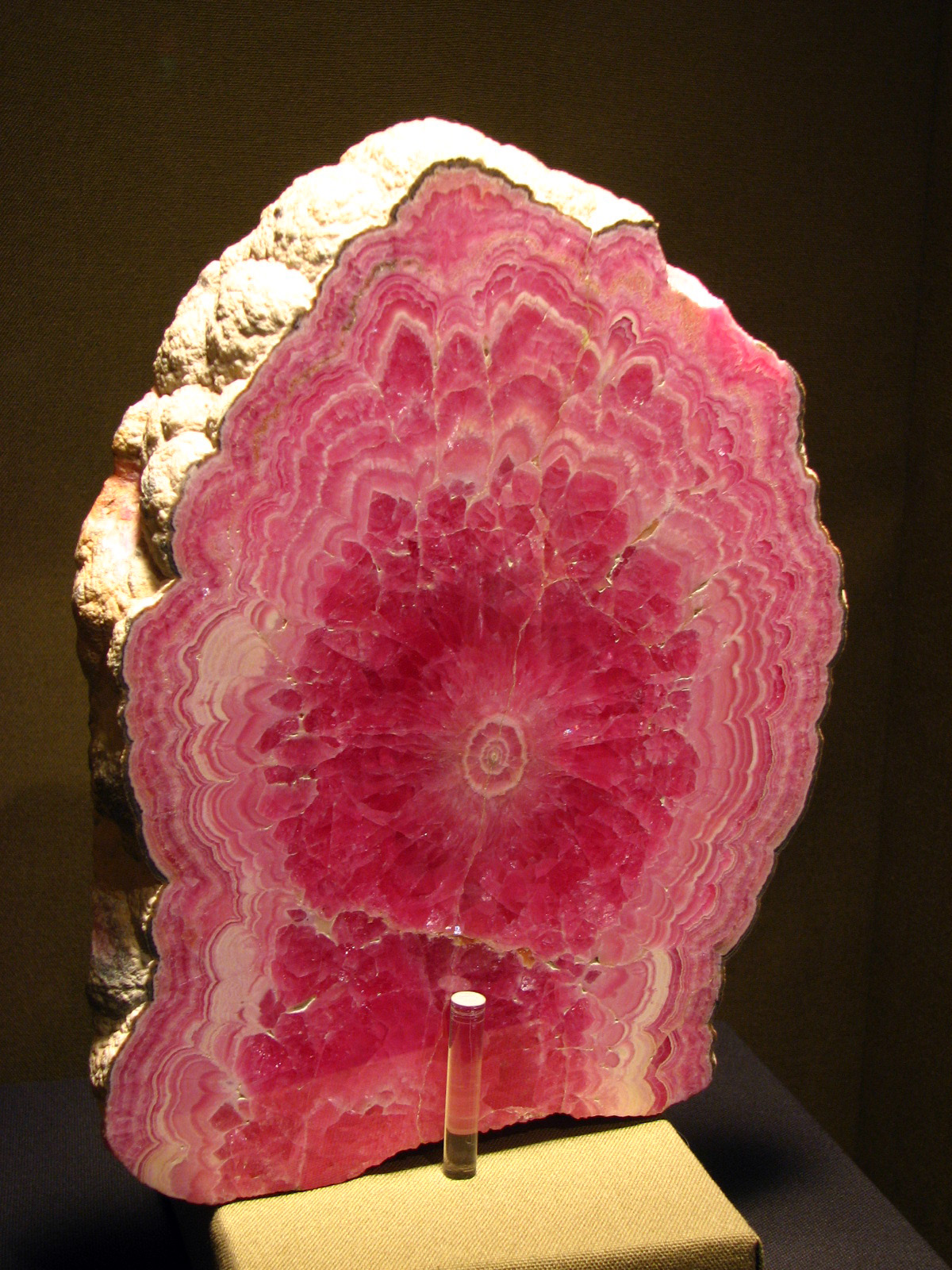
Rodocrosita exhibida en el Museo de La Plata procedente de Minas Capillitas.

Minas Capillitas o Capillitas es una localidad del Departamento Andalgalá, provincia de Catamarca, Argentina.
En esta localidad se encuentran yacimientos de la era mesozoica que tienen aún vetas de cobre, plomo, cinc, antimonio, oro y plata. Actualmente se la explota para extraer la rodocrosita o Rosa del Inca. Estas minas fueron propiedad de Samuel A. Lafone Quevedo. En el camino a estas minas se encuentran las minas de Santa Rita. Otro punto de interés en la zona son las termas Choza Ojo Dulce.Es un mina subterránea.

## Actividad minera
La actividad minera en Capillitas fue un proceso discontinuo que se inició en la época prehispánica, luego se retomó hacia el siglo XVII, cobrando nuevo impulso hacia mitad del siglo XIX, alternando hasta el presente etapas de operación y cierre temporal.
La sierra de Capillitas se considera una de las localizaciones más ricas de la Argentina en cuanto a su diversidad mineralógica. En el yacimiento se han identificado más de 120 especies de minerales. Se trata de mineralización epitermal relacionada con vulcanismo mioceno-plioceno alojada en granito paleozoico. Durante siglos la zona de mineralización fue explotada por sus recursos metalíferos, oro y posteriormente cobre en menor escala, hasta que hacia fines del siglo XIX, se comenzó a extraer rodocrosita, una piedra semipreciosa de gran valor ornamental. 
Se ha señalado que “La mineralización es, fundamentalmente, de cobre, plomo y zinc, con arsénico, antimonio, oro y plata como elementos accesorios, en ganga de rodocrosita y cuarzo. Los minerales primarios más representados son: pirita, esfalerita, galena, calcopirita, marcasita, pirrotina, tennantita, enargita, bornita, estannita y oro.”
Las vetas principales son la "Capillitas", "Carmelitas", "La Rosario", "Ortiz", "Restauradora" y "25 de Mayo".
En los primeros años de la década de 1850 se formó una sociedad entre los ya experimentados antecesores, grandes mineros catamarqueños Marcelino Augier, Manuel Malbrán, junto al inglés Samuel Fischer Lafone para reactivar las minas catamarqueñas de la sierra de Capillitas, adquiriendo en 1856 la mina Restauradora a los señores Porto, Madrid y Figueroa. Augier entre sus minas, ya tenía declarada en 1854 la mina Capillitas, y un enorme capital de numerosas minas, también Mauro Carranza aparece como propietario para la fecha de la mina Capillitas, diario de la época "El Nacional Argentino", fecha 3 de enero de 1854, en la que aparecen numeradas e inventariadas las minas y sus propietarios, el artículo de la época menciona la sociedad del inglés Lafone con Augier. 
El primer documento que registra la titularidad del yacimiento data del año 1856. A partir de esa fecha, la propiedad de las minas se transfirió sucesivamente entre varias personas o sociedades, hasta que en el año 1947 el yacimiento quedó bajo la órbita de la Dirección General de Fabricaciones Militares. Más recientemente, el yacimiento fue operado por Sociedad Minera Catamarca (Somica), hasta que en el año 2013 la Cámara Minera y Energética Sociedad del Estado (CAMYEN) quedó a cargo de la explotación.

### El alambre-carril
Hasta el año 1903, el mineral era extraído de las minas a unos 3000 m s. n. m., trasladado mediante mulas unos 50 km por un camino que en su mayor parte era de cornisa, hasta llegar al ingenio de Pilciao, al sur de Andalgalá, donde aún se disponía de la cantidad de combustible necesaria para alimentar los hornos que procesaban el mineral. Este método permitió transportar un estimado de entre 2000 y 2500 toneladas anuales.
En el año 1904 la empresa Capillitas Cooper Company Limited, entonces titular del yacimiento comenzó la construcción el alambre-carril, con el objeto de resolver el problema del transporte del mineral. El alambre-carril descendía prácticamente 2000 metros en un recorrido de un total de 27,5 km a través de una topografía de sierras y quebradas. La obra incluía la construcción de dos caminos entre ambos extremos. Uno de ellos, aproximadamente coincidente con la traza tenía como objetivo ser utilizado en las tareas de operación y mantenimiento del alambre-carril. El segundo, con un desarrollo de pendientes menos pronunciadas y por lo tanto más extenso, estaba diseñado para el transporte de cargas generales entre la boca de las minas y la base.
La construcción demandó varios años y una vez puesto en operación sufrió variados inconvenientes, hasta que finalmente en el año 1913 el sistema del alambre-carril se canceló definitivamente.
Hacia finales del año 2014, se llevaron a cabo distintas acciones con el objeto de preservar el alambre-carril y su entorno, declarándolo patrimonio histórico y cultural de la provincia de Catamarca.

### Rosa del Inca
La rodocrosita, también llamada “rosa del inca”,  es un mineral poco frecuente. Minas Capillitas es uno de los pocos yacimientos mundiales conocidos hasta el momento.
Su nombre deriva de las palabras griegas “roz” (rosa) y “chróma” (color) debido a su tonalidad característica, que puede variar hasta el rosa oscuro.
Si bien en muchas oportunidades la rodocrosita fue llamada “piedra nacional”, esta denominación no estaba avalada por ninguna disposición emanada de los ámbitos correspondientes. Hacia mediados del 2015, en el Congreso de la Nación se trataba el proyecto de ley que, una vez aprobado por ambas Cámaras declararía a la rodocrosita Piedra Nacional Argentina.
La variedad “Ortiz”, proveniente de la veta del mismo nombre, es la más apreciada por su intenso color frambuesa y su aspecto translúcido.